# تايلور مولر
تايلور مولر (بالإنجليزية: Taylor Mueller)‏ (20 سبتمبر 1988 بكيركلاند في الولايات المتحدة - ) هو لاعب كرة قدم أمريكي في مركز الدفاع. لعب مع تشارلستون بيتري وCrossfire Redmond ‏ وSound FC (men) ‏.

## وصلات خارجية
- تايلور مولر على موقع قاعدة بيانات كرة القدم.إي يو (الإنجليزية)